# Eurata histrio
Eurata histrio är en fjärilsart som beskrevs av Guérin-meneville 1843. Eurata histrio ingår i släktet Eurata och familjen björnspinnare. Inga underarter finns listade i Catalogue of Life.